# Shore Acres (film fra 1914)
 For alternative betydninger, se Shore Acres. (Se også artikler, som begynder med Shore Acres)
Shore Acres er en amerikansk stumfilm fra 1914 af Jack Pratt.

## Medvirkende
- Charles A. Stevenson som Nathaniel Berry
- Riley Hatch som Martin Berry
- Conway Tearle som Sam Warner
- Edward Connelly som Josiah Blake
- Violet Horner som Helen Berry